# فيدير مانايلو
كان فيدير مانايلو (بالأوكرانية: Федір Манайло) ولد في 19 أكتوبر 1910 وتوفي في 15 يناير 1978، كان فناناً أوكرانياً من زاكارباتيا أوبلاست، عُرف عنه تأثره بالحركة التعبيرية. فيما مضى، كانت زاكارباتيا أوبلاست جزءاً من أراضي الإمبراطورية النمساوية المجرية، ثم جزء من تشيكوسلوفاكيا والمجر حتى 1945.

## حياته
درس مانايلو في مدرسة الفنون والتقنية في براغ مع برونر. سافر إلى فرنسا في 1930 وزار باريس ومرسيليا وليون. دَرَس الفن الزخرفي في مدرسة أوزهورود التجارية من 1937 إلى 1945، قبل أن ينتقل كمحاضر في مدرسة أوزهورود للفنون. رسم مانايلو جوانب من الرسم النوعي لزاكارباتيا ابتداءً من أربعينيات القرن الماضي.
كان مانايلو عضواً في الاتحاد الوطني لفناني أوكرانيا منذ 1946.